# Musée de la Banque (Luxembourg)
 (août 2024).
Si vous disposez d'ouvrages ou d'articles de référence ou si vous connaissez des sites web de qualité traitant du thème abordé ici, merci de compléter l'article en donnant les références utiles à sa vérifiabilité et en les liant à la section « Notes et références ».
Pour les articles homonymes, voir Musée de la Banque.
Le Musée de la Banque est un musée luxembourgeois situé sur le Plateau Bourbon à Luxembourg-Ville, à l’intérieur du siège central de la Banque et Caisse d'Épargne de l'État (BCEE).
Inauguré en 1995, le musée retrace plus de 150 ans d’histoire de la Banque et Caisse d'Épargne de l'État et de la place financière luxembourgeoise en général.
Les onze salles du musée s’étendent sur une surface totale de 650 m² et occupent l’ancien hall des guichets du siège central de la BCEE, situé au n°1 de la Place de Metz, à Luxembourg-Ville. Le musée est donc accessible en tramway depuis la Gare centrale.
Des bornes interactives et des écrans tactiles sont mis à disposition des visiteurs afin qu’il puissent se familiariser avec l’évolution du métier de banquier et de la Place financière au Grand-Duché du Luxembourg.
L’espace muséal est divisé selon huit sujets :
- Histoire
- Architecture
- Monnaie
- Épargne
- Bibliothèque
- Chambre-forte
- Salle des marchés
- Electronic banking